# Dworczysko (osada leśna w gminie Giby)
Dworczysko – osada leśna w Polsce położona w województwie podlaskim, w powiecie sejneńskim, w gminie Giby.
W latach 1975–1998 miejscowość administracyjnie należała do województwa suwalskiego.